# Orthobirotonde décagonale
Pour les articles homonymes, voir J34.
En géométrie, l'orthobirotonde décagonale est un des solides de Johnson (J34). Comme son nom l'indique, il peut être construit en joignant deux rotondes décagonales (J6) par leurs bases décagonales, en faisant coïncider les faces identiques. Une rotation de 36 degrés opérée sur une des rotondes avant la jonction, faisant en sorte que les triangles coïncident avec les pentagones, donne un icosidodécaèdre, un solide d'Archimède. Exprimé dans la nomenclature des solides de Johnson, il porte le nom de gyrobirotonde décagonale.
Les 92 solides de Johnson ont été nommés et décrits par Norman Johnson en 1966.